# Martin Mato
Martin Mato (ur. 9 sierpnia 1966 w Tiranie) – albański filolog i przewodnik turystyczny, doktor nauk humanistycznych.

## Życiorys
Urodził się i wychowywał w Tiranie, w 1990 roku ukończył studia podyplomowe na Uniwersytecie Tirańskim, następnie uzyskał na tejże uczelni doktorat z dziedziny komparatystyki oraz pracował tam jako profesor.
W latach 1990–1993 wykładał albanistykę na Uniwersytecie Tirańskim, następnie pracował w katedrze języka niemieckiego na tejże uczelni, gdzie objął funkcję kierownika katedry języka niemieckiego na Wydziale Języków Obcych Uniwersytetu w Tiranie.
W latach 90. zaczął pracę jako przewodnik turystyczny, oprowadzając po Albanii grupy z Europy Środkowej, objął także funkcję prezesa Stowarzyszenia Przewodników Turystycznych w Albanii.
Opublikował liczne prace naukowe, m.in. Albanische Mythologie w 2007 roku. Poza ojczystym językiem albańskim deklaruje także znajomość języka niemieckiego oraz włoskiego w biegłym stopniu.